# Президент Сан-Томе і Принсіпі
Президент Сан-Томе і Принсіпі — голова держави та головнокомандувачем збройних сил Сан-Томе і Принсіпі.

## Історія
За всю історію незалежності держави починаючи з 1975 року, її головою було 6 президентів та 2 голови військової хунти. 
| №    | Президент                                     | Фото | Початок терміну | Кінець терміну | Партія                                                             |
| ---- | --------------------------------------------- | ---- | --------------- | -------------- | ------------------------------------------------------------------ |
| 1    | Мануел Пінту да Кошта                         |      | 12 липня 1975   | 4 березня 1991 | Рух за визволення Сан-Томе і Принсіпі / Соціал-демократична партія |
| в.о. | Леонел Маріу д'Алва                           |      | 4 березня 1991  | 3 квітня 1991  | Рух за визволення Сан-Томе і Принсіпі / Соціал-демократична партія |
| 2    | Мігел Тровоада                                |      | 3 квітня 1991   | 15 серпня 1995 | Незалежна демократична дія                                         |
| —    | Мануел Кінташ де Алмейда військовий переворот |      | 15 серпня 1995  | 21 серпня 1995 | Військовий Голова Хунти національного порятунку                    |
| 2    | Мігел Тровоада                                |      | 21 серпня 1995  | 3 вересня 2001 | Незалежна демократична дія                                         |
| 3    | Фрадіке де Менезеш                            |      | 3 вересня 2001  | 16 липня 2003  | Демократичний рух "Сила змін" - Ліберальна партія                  |
| —    | Фернанду Перейра військовий переворот         |      | 16 липня 2003   | 23 липня 2003  | Військовий Голова Хунти національного порятунку                    |
| 3    | Фрадіке де Менезеш                            |      | 23 липня 2003   | 3 вересня 2011 | Демократичний рух "Сила змін" - Ліберальна партія                  |
| 4    | Мануел Пінту да Кошта                         |      | 3 вересня 2011  | 3 вересня 2016 | Незалежний                                                         |
| 5    | Еварісту Карвалью                             |      | 3 вересня 2016  | 2 жовтня 2021  | Незалежна демократична дія                                         |
| 6    | Карлос Віла-Нова                              |      | 2 жовтня 2021   | нині на посаді | Незалежна демократична дія                                         |